# Olav Gjaerevoll
Olav Gjaerevoll o Gjærevoll (Tynset, 24 de septiembre de 1916 - 30 de agosto de 1994) fue un político, botánico, briólogo noruego. Desarrolló actividades políticas en el Partido Laborista Noruego.
De 1958 a 1986, fue profesor de botánica en la Universidad de Trondheim 1958 a 1986, y era un especialista en plantas alpinas.

## Biografía
Era hijo de pequeños propietarios: Gunnar Gjærevoll y su esposa Kristine Haugen, asistió a la Universidad Popular entre 1931 a 1932 (Folkehoyskole) y comenzó en 1937 a estudiar matemática y ciencias. También fue profesor en la escuela secundaria y más tarde trabajó de 1942 a 1945 en la Escuela Noruega en Upsala, antes de que fuera 1937/39 1945 hasta 1947 profesor en la Escuela Media en Oslo. Durante ese tiempo de 1946 a 1947 Presidente de la Liga de Estudiantes Socialistas.

### Acciones políticas
Ocupó diversos cargos ministro en diferentes gabinetes de Noruega. Fue Ministro de Asuntos Sociales en 1963 y de 1963 a 1965, interrumpida por la corta vida del Gabinete Lyng, Ministro de salarios y precios en el primer Gabinete Bratteli 1971-1972 y luego primer Ministro de Clima y Ambiente en 1972.
Como un político electo fue elegido miembro de la Storting de Oslo en 1965. Ya había servido previamente en la posición de representante adjunto durante los términos 1958-1961 y 1961-1965. A nivel local, fue miembro del Ayuntamiento de Trondheim de 1951 hasta 1963, 1967 a 1968 y de 1979 a 1987, sirviendo como alcalde durante dos períodos 1958-1963 y 1979 -1981.

### Como botánico
Publicó más de 150 artículos científicos y varios libros de referencia sobre botánica, en particular, sociología vegetal, geobotánica y sistemática vegetal.

## Algunas publicaciones
- The Plant Communities of the Scandinavian Alpine Snow-beds, 1956
- Botanical investigations in Central Alaska I-III, 1960
- Fjellflora, coautor Reidar Jørgensen, 1960
- New Records of Alaskan Bryophites, coautor Herman Persson. Ed. F. Brun, 26 p. 1961
- Parasitic Fungi Collected in Alaska by Olav Gjaerevoll. Ed. F. Brun, 22 p. 1962
- Botanical Investigations in Central Alaska, Especially in White Mts: Sympetalae, v. 3. Ed. Bruns, 63 p. 1967
- Plantegeografi, 1973
- Dovrefjell og Ormtjernkampen, Mitautor Leif Ryvarden, 1975
- Norges planteliv. Fra Sørlandsskjærgård til Svalbardtundra, 1984
- The high mountain flora and vegetation of central Norway : excursion guide, coautora Simen Britten. Ed. The Congress, 24 p. 1987
- Villmarkseventyret Alaska, 1990
- Mine fjell: en kjærlighetserklæring til Dovrefjell, Sunndalsfjella og Trollheimen, 1994
- Mine memoarer, Autobiografie, 1998

### En alemán
- Gebirgsblumen in Skandinavien, Mitautor Reidar Jørgensen, 1979
- Svalbardblumen, Mitautor Olaf I. Rønning, 1989, ISBN 82-519-0988-0

## Honores
- La abreviatura «Gjaerev.» se emplea para indicar a Olav Gjaerevoll como autoridad en la descripción y clasificación científica de los vegetales.[1]